# 삼체 (드라마)
《삼체》(영어: The Three-Body Problem)는 넷플릭스에서 2024년 3월부터 방영된 미국의 공상 과학 드라마이다. 류츠신의 공상 과학 소설 《삼체》를 원작으로 한다.

## 등장 인물

### 옥스퍼드대 동문
- 에이사 곤살레스 : 오거스티나 살라자르 역
- 제스 홍 : 진 청 역
- 조반 아데포 : 사울 듀랜드 역
- 존 브래들리 : 잭 루니 역
- 알렉스 샤프 : 윌리엄 다우닝 역
- 베데트 림 : 베라 예 역

### 삼체 및 추종 조직
- 진 쳉 : 예원제 역 (노년: 로잘린드 차오)
- 벤 슈네처 : 마이크 에반스 역 (노년: 조너선 프라이스)
- 마를로 켈리 : 타티아나 하스 역
- 세아 시모오카 : 지자(Sophon)[1] 역
- 이브 리들리 : 추종자 역

### PDC
- 리암 커닝햄 : 토마스 웨이드 역
- 베네딕트 웡 : 클래런스 시 역
- 사머 우스마니 : 프리트비라지 바르마 역
- 조쉬 브레너 : 켄트 역

### 홍안 기지
- 덩 챠오지 : 레이 지청 역
- 구밍 유 : 양 웨이닝 역

### 기타 인물
- C.C.H. 파운더 : 릴리안 조셉 역
- 에이드리언 에드먼슨 : 데니스 폴락 역
- 에이단 쳉 : 레지 역
- 삼체의 게임 속 NPC
  - 톰 우 : 서방의 백작 역
  - 러셀 위안 : 주 황제 역
  - 케빈 엘든 : 토마스 모어 경 역
  - 콘리스 힐 : 그레고리오 8세 역
  - 에이드리언 그린스미스 : 갈릴레오 역
  - 젠슨 청 : 쿠빌라이 칸 역
  - 마크 게이티스 : 아이작 뉴턴 역
  - 리스 쉬어스미스 : 앨런 튜링 역
- 제라르 모나코 : 콜린스 역

## 같이 보기
- 삼체 문제